# امیرحسین صاحبکار
امیرحسین صاحبکار متخصص داروساز ایرانی اهل مشهد و استاد داروسازی و زیست فناوری (بیوتکنولوژی) در دانشگاه علوم پزشکی مشهد است. وی سابقه گذراندن دوره های فلوشیپ در زمینه بیماری‌های کاردیومتابولیک با همکاری دانشگاه وسترن‌ استرالیا و انجمن جهانی آتروسکلروز را نیز دارا می باشد. وی به عنوان استاد مدعو با دانشگاه های خارج از ایران همکاری دارد و در حال حاضر فلوی انجمن قلب اروپا (منتخب علمی) نیز می باشد.

## موفقیت‌ها
- صاحبکار در ردیف «دانشمندان یک درصد برتر جهان» جای دارد.[۴] او برای نخستین بار در سال 1395 از سوی موسسه تامسون در این فهرست نام برده شد.[۵] در حال حاضر وی در هشت فیلد مختلف علمی در زمره محققین یک درصد پراستناد جهان قرار گرفته است.
- صاحبکار در سال 1399 به عنوان دانشمند برگزیده دهه اخیر در ایران از سوی فرهنگستان علوم پزشکی معرفی شد.[۶][۷]
- تقدیر در جشنواره های مختلف علمی دانشگاهی، ملی و بین المللی[۴]
- انتخاب به‌عنوان نماینده کشور ایران (National Lead Investigator) در «کمیته هیپرکلسترولمی فامیلی» انجمن آتروسکلروز اروپا[۴]
- تقدیرشده از سوی انجمن جهانی قلب و آتروسکلروز[۴][۷]
- محقق برگزیده بنیاد ملی نخبگان[۴][۷]
- تقدیرشده بعنوان محقق برگزیده از سوی انتشارات الزویر[۴][۷]
- کسب رتبه اول کشوری استادان در حیطه پژوهشی و علم سنجی به تایید وزارت بهداشت ایران[۴][۷]
- کسب رتبه پژوهشگر برگزیده کشوری در زمینه پژوهش های مرتبط با بیماری کوید-19[۴][۷]

## آثار
از امیرحسین صاحبکار، بیش از 2000 مقاله داوری شده در پایگاه‌های علمی بین‌المللی منتشر شده است. بیشتر مقالات او در زمینه بیماری‌های قلبی و عروقی، آتروسکلروز، چربی خون و درمان‌های نوین دارویی و طبیعی بوده و در بخش‌های سلولی، مولکولی و حیوانی موردبررسی قرار گرفته است.